# Zeughaus (Villingen)

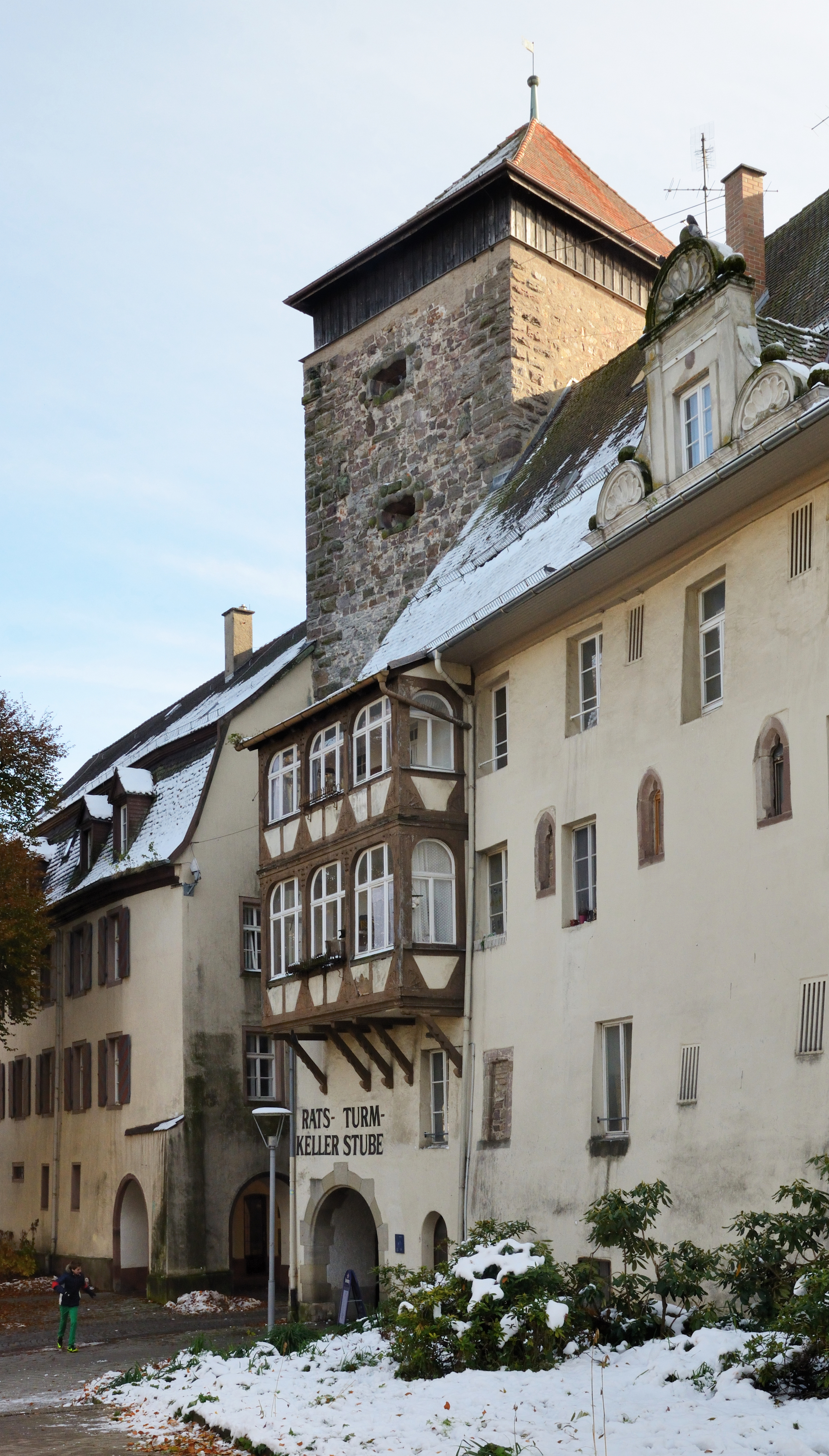
Ehemaliges Zeughaus in Villingen neben dem Oberen Tor

Das Zeughaus in Villingen, einem Stadtteil von Villingen-Schwenningen in Baden-Württemberg, entstand nach dem Umbau eines Dominikanerkonvents, der von 1310 bis 1554 in dem Gebäude untergebracht war. Das ehemalige Zeughaus neben dem Oberen Tor ist ein geschütztes Kulturdenkmal.
Die fünf spitzbogigen, spätgotischen Maßwerkfenster zeugen noch von der frühen Bauphase. Im Jahr 1745 wurde das Konventsgebäude zu einem Zeughaus der Stadt. 1820 gelangte das Gebäude in private Hände und wurde zu einem Wohn- und Wirtshaus umgebaut. 
Im Jahr 1905 fanden historisierende Umbauten statt: An der Nordseite wurde ein zweistöckiger Fachwerkerker und ein Blendgiebel im Stil der Renaissance angefügt. 